# ماركو ألبرشت
ماركو ألبرشت (بالألمانية: Mark ’Oh)‏ هو دي جي نادي ‏ ودي جيه ألماني، ولد في 23 يونيو 1970 في دورستن في ألمانيا.

## وصلات خارجية
- الموقع الرسمي
- ماركو على موقع ميوزك برينز (الإنجليزية)
- ماركو على موقع ميوزك برينز (الإنجليزية)
- ماركو على موقع أول ميوزيك (الإنجليزية)
- ماركو على موقع ديسكوغز (الإنجليزية)
- ماركو على موقع ديسكوغز (الإنجليزية)